# Mordeth
Mordeth je brazilská death metalová kapela založená v roce 1989 ve městě Rio Claro ve státě São Paulo baskytaristou Tamirem Celso Vitim (pseudonym Wit) a zpěvákem a kytaristou Vladimirem Matheusem. Mezi témata kapely patří science fiction, vesmír, mimozemšťané apod.
První demo vyšlo v roce 1990, debutové studiové album s názvem Lux in Tenebris  bylo vydáno v roce 1993.
K roku 2022 má kapela na svém kontě celkem tři regulérní alba.

## Diskografie
Dema
- Demo 1990 (1990)

Studiová alba
- Lux in Tenebris (1993)
- Animicide (2001)
- The Unknown Knows (2018)

EP
- Dimension of Death (1992)
- Cybergods (1995)
- Robotic Dreams (2009)

Koncertní alba
- Live at the Centro Cultural Rio Claro 25/10/1990 (2013)